# Зелёный Гай (Нововодолажский район)
Зелёный Гай (укр. Зелений Гай) — село, Нововодолажский поселковый совет, Нововодолажский район, Харьковская область.
Село ликвидировано.

## Географическое положение
Село Зеленый Гай находилось на левом берегу реки Ольховатка, выше по течению на расстоянии в 1 км — село Червоносов, ниже по течению — село Новоселовка.